# Lorandersonia pulchella
Lorandersonia pulchella là một loài thực vật có hoa trong họ Cúc. Loài này được (A.Gray) "Urbatsch, R.P.Roberts & Neubig" mô tả khoa học đầu tiên năm 2005.